# Rio Negro (Mato Grosso do Sul)
Rio Negro, amtlich Município de Rio Negro, ist eine Stadt im brasilianischen Bundesstaat Mato Grosso do Sul in der Mesoregion Central-Nord in der Mikroregion Campo Grande.

## Geografie

### Lage
Die Stadt liegt 144 km von der Hauptstadt des Bundesstaates (Campo Grande) und 1044 km von der Landeshauptstadt (Brasília) entfernt. Nachbarstädte sind Aquidauana, Rio Verde de Mato Grosso, São Gabriel do Oeste und Corguinho.

### Gewässer
Die Stadt steht unter dem Einfluss des Flusssystems, das zum Río de la Plata gehört.
Flüsse, die durch das Stadtgebiet fließen:
- Rio Negro: Die Stadt ist nach dem Fluss benannt. Linker Nebenfluss des Río Paraguay.
- Rio Negrinho: rechter Nebenfluss des Rio Negro.
- Rio do Peixe: rechter Nebenfluss des Rio Negrinho.

### Vegetation
Das Gebiet ist ein Teil der Cerrados (Savanne Zentralbrasiliens).

### Klima
In der Stadt herrscht Tropisches Klima (Aw).

## Verkehr
Die B Landesstraße MS-080 geht durch das Stadtgebiet.

## Durchschnittseinkommen und HDI
Das Durchschnittseinkommen lag 2011 bei 13.024 Real, der Index der menschlichen Entwicklung (HDI) bei 0,709.